# Кацикас, Йоргос
Йо́ргос Каци́кас (греч. Γιώργος Κατσικάς; род. 14 июня 1990[…], Салоники, Греция) — греческий футболист, защитник клуба «Неа Саламина». Выступал за молодёжную сборную Греции (до 21).

## Клубная карьера
Кацикас начал свою карьеру в молодёжных командах «Ираклиса». Его отец, бывшй игрок «Ираклиса», привел его туда, когда ему было восемь лет, . В лето 2008 года он был арендован в «Олимпиакос» Волос, который тогда играл во втором дивизионе Греции, чтобы приобрести первый командный опыт. Он дебютировал в «Олимпиакосе» в начальной игре сезона 2008/09 против «Пиерикоса», матч закончился ничьей 0-0. Он даже сумел забить за «Олимпиакос», чтобы помочь клубу взять ничью 1:1, дома против «Верии». До конца сезона, в 19 матчах забить он больше не смог .
После истечения аренды в Волос Кацикас вернулся в «Ираклис» в сезоне 2009/10. Он не мог пробиться в стартовый состав, но, тем не менее, дебютировал за «Ираклис» на кубке против Трикалы, клуба третьего дивизиона Греции. Кацикас был удален с поля в своем дебюте и впоследствии «Ираклис» выбил с Кубка после поражения 1-0. В этом сезоне он также дебютировал в лиге за «Ираклис», он сменил Ачиллеаса Саракацаноса на 84-й минуте, в гостевом поражении 2-0 от «Панатинайкоса». В своем втором сезоне за «Ираклис» Кацикас играл регулярно в основном составе, сыграв в 13 матчей лиги до февраля. 9 февраля 2011 года Кацикас получил травму в товарищеском матче за молодёжную сборную Греции (до 21) и больше не играл до конца сезона. 12 января 2019, по сообщению агента игрока А. Панкова, заключил контракт с белорусским «Динамо-Брест». Срок контракта — 3 года.

## Карьера в сборной
Он был членом молодёжной сборной Греции (до 21), которая участвовала на Средиземноморских играх 2009, и сыграл в матчах против Сирии, Италии и Турции.

## Достижения

### Командные достижения
«Динамо-Брест»
- Чемпион Белоруссии: 2019